# Galaxias depressiceps
Galaxias depressiceps är en fiskart som beskrevs av Mcdowall och Wallis, 1996. Galaxias depressiceps ingår i släktet Galaxias och familjen Galaxiidae. Inga underarter finns listade i Catalogue of Life.